# Sundar Pichai
Pichai Sundararajan (tamilsky: பிச்சை சுந்தரராஜன்; * 10. června 1972, Madurai, Tamilnádu, Indie), známější jako Sundar Pichai ([sundar pičaj]), je indicko-americký manažer. V současnosti (2023) je výkonným ředitelem Google Inc. Původně byl produktovým manažerem Googlu, jeho současná pozice byla oznámena 10. srpna 2015, jako část restrukturalizačního procesu holdingu Alphabet Inc., pod který Google spadá. Funkci převzal 2. října 2015, po dokončení restrukturalizace.
V letech 2016 a 2020 byl zařazen americkým časopisem Time mezi 100 nejvlivnějších lidí.